# Línea 252 (Interurbanos Madrid)
La línea 252 de la red de autobuses interurbanos de Madrid une Torrejón de Ardoz con Alcalá de Henares pasando por Daganzo de Arriba.

## Características
Esta línea une estos tres municipios con un recorrido que dura aproximadamente 55 minutos entre cabeceras.
A pesar de complementarse junto con la línea 251 para unir estos dos grandes municipios en el corredor 2, ninguna de ellas está pensada para realizar esta función. Ya existe la línea 824 que realiza este recorrido de manera directa sin pasar por ningún otro municipio, además de las líneas C2, C7 y C8 de Cercanías Madrid.
Se complementa con las líneas 251, 255 y 256 para mallar las localidades situadas a lo largo de la M-113 y M-119 junto con los núcleos de población más grandes del corredor 2 para enlazar con otras líneas interurbanas u otros modos de transporte como Cercanías o servicios que sólo existen en las grandes localidades de la región como hospitales y centros comerciales.
El itinerario normal realiza el recorrido completo de casi 1h entre los dos municipios, existen expediciones que sólo circulan entre Torrejón de Ardoz hasta Ajalvir o Daganzo de Arriba. También al contrario existen expediciones que circulan sólo entre Alcalá de Henares y Daganzo de Arriba.
Antiguamente contaba con expediciones reducidas entre Ajalvir y Alcalá de Henares que actualmente se encuentran dadas de baja.
En sus orígenes, la línea tenía su cabecera en el Intercambiador de Avenida de América, denominándose 252 Madrid (Avenida de América) - Torrejón - Daganzo - Alcalá. Esto cambió entre septiembre de 2004 y diciembre de 2005, junto con la línea 251 que también tenía su cabecera en Madrid en sus orígenes.
Siguiendo la numeración de líneas del CRTM, las líneas que circulan por el corredor 2 son aquellas que dan servicio a los municipios situados en torno a la A-2 y comienzan con un 2. Aquellas numeradas dentro de la decena 250 corresponden a aquellas que circulan entre Torrejón de Ardoz y Alcalá de Henares recorriendo municipios al norte de los mismos.
La línea mantiene los mismos horarios todo el año (exceptuando las vísperas de festivo y festivos de Navidad), suprimiendo únicamente los servicios que se realizan en días lectivos.
Está operada por la empresa ALSA mediante la concesión administrativa VCM-203 - Madrid - Paracuellos de Jarama - Valdeavero (Viajeros Comunidad de Madrid) del Consorcio Regional de Transportes de Madrid.

### Sublíneas
Aquí se recogen todas las distintas sublíneas que ha tenido la línea 252, incluyendo aquellas dadas de baja. La denominación de sublíneas que utiliza el CRTM es la siguiente:
- Número de línea (252)
- Sentido de circulación (1 ida, 2 vuelta)
- Número de sublínea

Por ejemplo, la sublínea 252205 corresponde a la línea 252, sentido 2 (vuelta) y el número 05 de numeración de sublíneas creadas hasta la fecha.
La sublínea marcada en negrita corresponde a una sublínea que actualmente se encuentra dada de baja.
| Ida    | Ruta                          | Itinerario                    | Vuelta | Ruta                                 | Itinerario                                   |
| 252101 | -                             | Torrejón - Daganzo - Alcalá   | 252201 | -                                    | Alcalá - Daganzo - Torrejón                  |
| 252102 | a                             | Torrejón - Ajalvir            | 252202 | No existe la ruta "a" de vuelta      | No existe la ruta "a" de vuelta              |
| 252103 | aa                            | Ajalvir - Alcalá              | 252203 | Nunca existió la ruta "aa" de vuelta | Nunca existió la ruta "aa" de vuelta         |
| 252104 | d                             | Daganzo - Alcalá              | 252204 | d                                    | Alcalá (Gta. Chorrillo) - Daganzo (Polígono) |
| 252105 | No existe la ruta "ad" de ida | No existe la ruta "ad" de ida | 252205 | ad                                   | Alcalá - Daganzo (Pza. Mesón Fuente)         |

## Horarios
Los horarios que no sean cabecera son aproximados.
| Lunes a viernes laborables              |                             |                             |                             |                             |                             |                             |                             |
| Torrejón > Daganzo > Alcalá             | Torrejón > Daganzo > Alcalá | Torrejón > Daganzo > Alcalá | Torrejón > Daganzo > Alcalá | Alcalá > Daganzo > Torrejón | Alcalá > Daganzo > Torrejón | Alcalá > Daganzo > Torrejón | Alcalá > Daganzo > Torrejón |
| Torrejón                                | Ajalvir                     | Daganzo                     | Alcalá H.                   | Alcalá H.                   | Daganzo                     | Ajalvir                     | Torrejón                    |
| 06:30                                   | 06:45                       | 06:50                       | 07:25                       | 06:00                       | 06:20                       | 06:32                       | 06:55                       |
| 06:40                                   | 06:55                       | 07:00                       | 07:35                       | 06:25                       | 06:45                       | 06:57                       | 07:20                       |
| 06:40                                   | 06:55                       |                             |                             | 06:35                       | 06:55                       | 07:07                       | 07:30                       |
|                                         |                             | 07:10                       | 07:45                       | 07:40                       | 08:00                       | 08:12                       | 08:35                       |
| 06:50                                   | 07:05                       |                             |                             | 08:15                       | 08:35                       | 08:47                       | 09:10                       |
| 07:00                                   | 07:15                       | 07:20                       | 07:55                       | 08:50                       | 09:10                       | 09:22                       | 09:45                       |
| 07:35                                   | 07:50                       | 07:55                       | 08:30                       | 09:25                       | 09:45                       | 09:57                       | 10:20                       |
| 07:45                                   | 08:00                       | 08:05                       | 08:40                       | 10:05                       | 10:25                       | 10:37                       | 11:00                       |
| 08:30                                   | 08:45                       | 08:50                       | 09:25                       | 10:45                       | 11:05                       | 11:17                       | 11:40                       |
| 08:50                                   | 09:05                       | 09:10                       | 09:45                       | 11:20                       | 11:40                       | 11:52                       | 12:15                       |
| 09:25                                   | 09:40                       | 09:45                       | 10:20                       | 11:55                       | 12:15                       | 12:27                       | 12:50                       |
| 10:00                                   | 10:15                       | 10:20                       | 10:55                       | 12:35                       | 12:55                       | 13:07                       | 13:30                       |
| 10:35                                   | 10:50                       | 10:55                       | 11:30                       | 13:15                       | 13:35                       | 13:47                       | 14:10                       |
| 11:15                                   | 11:30                       | 11:35                       | 12:10                       | 13:50                       | 14:10                       | 14:22                       | 14:45                       |
| 11:55                                   | 12:10                       | 12:15                       | 12:50                       | 14:25                       | 14:45                       | 14:57                       | 15:20                       |
| 12:30                                   | 12:45                       | 12:50                       | 13:25                       | 14:25                       | 14:45                       |                             |                             |
| 13:05                                   | 13:20                       | 13:25                       | 14:00                       | 15:05                       | 15:25                       | 15:37                       | 16:00                       |
| 13:45                                   | 14:00                       | 14:05                       | 14:40                       | 15:45                       | 16:05                       | 16:17                       | 16:40                       |
| 14:25                                   | 14:40                       | 14:45                       | 15:20                       | 16:20                       | 16:40                       | 16:52                       | 17:15                       |
| 15:00                                   | 15:15                       | 15:20                       | 15:55                       | 16:55                       | 17:15                       | 17:27                       | 17:50                       |
| 15:35                                   | 15:50                       | 15:55                       | 16:30                       | 17:35                       | 17:55                       | 18:07                       | 18:30                       |
| 16:15                                   | 16:30                       | 16:35                       | 17:10                       | 18:15                       | 18:25                       | 18:47                       | 19:10                       |
| 16:55                                   | 17:10                       | 17:15                       | 17:50                       | 18:50                       | 19:10                       | 19:22                       | 19:45                       |
| 17:30                                   | 17:45                       | 17:50                       | 18:25                       | 19:25                       | 19:45                       | 19:57                       | 20:20                       |
| 18:05                                   | 18:20                       | 18:25                       | 19:00                       | 20:05                       | 20:25                       | 20:37                       | 21:00                       |
| 18:45                                   | 19:00                       | 19:05                       | 19:40                       | 20:45                       | 21:05                       | 21:17                       | 21:40                       |
| 19:25                                   | 19:40                       | 19:45                       | 20:20                       | 21:20                       | 21:40                       | 21:52                       | 22:15                       |
| 20:00                                   | 20:15                       | 20:20                       | 20:55                       | 21:45                       | 22:05                       | 22:17                       | 22:40                       |
| 20:35                                   | 20:50                       | 20:55                       | 21:30                       | 22:30                       | 22:50                       | 23:02                       | 23:25                       |
| 21:15                                   | 21:30                       | 21:35                       | 22:10                       | 23:30                       | 23:50                       | 00:02                       | 00:25                       |
| 21:55                                   | 22:10                       | 22:15                       | 22:50                       |                             |                             |                             |                             |
| 22:30                                   | 22:45                       | 22:50                       | 23:25                       |                             |                             |                             |                             |
| 23:00                                   | 23:15                       | 23:20                       | 23:55                       |                             |                             |                             |                             |
| 23:30                                   | 23:45                       | 23:50                       | 00:25                       |                             |                             |                             |                             |
| Noches de viernes y vísperas de festivo |                             |                             |                             |                             |                             |                             |                             |
| 00:00                                   | 00:15                       | 00:20                       | 00:35                       | 00:00                       | 00:15                       | 00:25                       | 00:40                       |
| 01:00                                   | 01:15                       | 01:20                       | 01:35                       | 01:00                       | 01:15                       | 01:25                       | 01:40                       |
| 02:00                                   | 02:15                       | 02:20                       | 02:35                       | 02:00                       | 02:15                       | 02:25                       | 02:40                       |
| 03:00                                   | 03:15                       | 03:20                       | 03:35                       |                             |                             |                             |                             |
| Sábados laborables, domingos y festivos |                             |                             |                             |                             |                             |                             |                             |
| Torrejón > Daganzo > Alcalá             | Torrejón > Daganzo > Alcalá | Torrejón > Daganzo > Alcalá | Torrejón > Daganzo > Alcalá | Alcalá > Daganzo > Torrejón | Alcalá > Daganzo > Torrejón | Alcalá > Daganzo > Torrejón | Alcalá > Daganzo > Torrejón |
| Torrejón                                | Ajalvir                     | Daganzo                     | Alcalá H.                   | Alcalá H.                   | Daganzo                     | Ajalvir                     | Torrejón                    |
| 08:20                                   | 08:35                       | 08:40                       | 09:15                       | 07:15                       | 07:35                       | 07:47                       | 08:10                       |
| 10:30                                   | 10:45                       | 10:50                       | 11:25                       | 07:50                       | 08:10                       |                             |                             |
| 12:40                                   | 12:55                       | 13:00                       | 13:35                       | 09:25                       | 09:45                       | 09:57                       | 10:20                       |
| 14:50                                   | 15:05                       | 15:10                       | 15:45                       | 11:35                       | 11:55                       | 12:07                       | 12:30                       |
| 17:00                                   | 17:15                       | 17:20                       | 17:55                       | 13:45                       | 14:05                       | 14:17                       | 14:40                       |
| 19:10                                   | 19:25                       | 19:30                       | 20:05                       | 15:55                       | 16:15                       | 16:27                       | 16:50                       |
| 21:20                                   | 21:35                       | 21:40                       | 22:15                       | 18:05                       | 18:25                       | 18:37                       | 19:00                       |
| 23:30                                   | 23:45                       | 23:50                       | 00:25                       | 20:15                       | 20:35                       | 20:47                       | 21:10                       |
|                                         |                             |                             |                             | 23:00                       | 23:20                       | 23:32                       | 23:55                       |
| Noches de sábados laborables            |                             |                             |                             |                             |                             |                             |                             |
| 00:00                                   | 00:15                       | 00:20                       | 00:35                       | 00:00                       | 00:15                       | 00:25                       | 00:40                       |
| 01:00                                   | 01:15                       | 01:20                       | 01:35                       | 01:00                       | 01:15                       | 01:25                       | 01:40                       |
| 02:00                                   | 02:15                       | 02:20                       | 02:35                       | 02:00                       | 02:15                       | 02:25                       | 02:40                       |
| 03:00                                   | 03:15                       | 03:20                       | 03:35                       |                             |                             |                             |                             |

## Recorrido y paradas

### Sentido Alcalá de Henares
La línea inicia su recorrido en la Avenida de las Fronteras de Torrejón de Ardoz, punto donde tiene correspondencia con la línea 251 (comparten ambas cabeceras y recorrido idéntico hasta la entrada de Daganzo de Arriba), líneas urbanas de Torrejón y líneas interurbanas. Tiene 1 parada más en esta avenida antes de abandonar el casco urbano por la carretera M-108, en la que tiene 9 paradas antes de entrar en el casco urbano de Ajalvir. Dentro del casco urbano de Ajalvir circula por las travesías de la carretera M-113 (3 paradas). A continuación, la línea llega a Daganzo de Arriba, donde tiene 11 paradas en todo el casco urbano.
Sale del casco urbano de Daganzo de Arriba por la carretera M-118 en dirección a Alcalá de Henares, realizando 4 paradas antes de entrar al casco urbano. Entra al casco urbano por la Avenida de Daganzo (1 parada) y la Calle Calle Luis Astrana Marín (1 parada) hasta llegar a la Vía Complutense, que recorre hasta el Barrio de Ledesma y finaliza aquí su trayecto.
| Código                                               | Zona | Localidad         | Denominación                                                 | Ubicación                         | Líneas de la parada                                 |
| ---------------------------------------------------- | ---- | ----------------- | ------------------------------------------------------------ | --------------------------------- | --------------------------------------------------- |
| 09393                                                |      | Torrejón de Ardoz | Terminal Avenida de las Fronteras                            | Avenida de las Fronteras Nº2B     | 251 252 VAC-0224                                    |
| 06903                                                |      | Torrejón de Ardoz | Avenida de las Fronteras - Calle de Madrid                   | Avenida de las Fronteras Nº16     | 215 223 224 224A 251 252 261824 N202 VAC-2431B 4 5B |
| 11181                                                |      | Torrejón de Ardoz | C.C. Parque Corredor                                         | Carretera de Ajalvir S/Nº         | 215 251 252 4                                       |
| 10088                                                |      | Torrejón de Ardoz | Carretera M-108 - Aeroespacial INTA                          | M-108 km. 2,9                     | 215 251 252                                         |
| 15393                                                |      | Torrejón de Ardoz | Carretera M-108 - Brigada Paracaidista                       | M-108 S/Nº                        | 215 251 252                                         |
| 15398                                                |      | Ajalvir           | Carretera M-108 - Polígono Industrial Conmar                 | M-108 km. 4,6                     | 215 251 252                                         |
| 12099                                                |      | Ajalvir           | Carretera M-108 - Testigos de Jehová                         | M-108 km. 4,8                     | 215 251 252                                         |
| 10090                                                |      | Ajalvir           | Carretera M-108 - Polígono Industrial Ramarga                | M-108 S/Nº                        | 215 251 252                                         |
| 10092                                                |      | Ajalvir           | Carretera M-108 - Polígono Industrial Las Marineras          | M-108 S/Nº                        | 215 251 252                                         |
| 10830                                                |      | Ajalvir           | Carretera M-114 - Polígono Industrial El Cabril              | M-114 km. 0,4                     | 251 252                                             |
| 12314                                                |      | Ajalvir           | Antigua M-114 - Polígono Industrial Los Tres                 | M-114 km. 1,7                     | 251 252                                             |
| 10084                                                |      | Ajalvir           | Carretera de Daganzo - Carretera de Cobeña                   | M-113 Nº4                         | 215 251 252 254 256 FS2 N204                        |
| 15773                                                |      | Ajalvir           | Ajalvir - Carretera de Daganzo                               | M-113 km. 8,6                     | 215 251 252 254 256 FS2 N204                        |
| 12103                                                |      | Ajalvir           | Carretera de Daganzo - Urbanización La Ermita                | M-113 km. 9                       | 215 251 252 254 256 FS2 N204                        |
| Los servicios hasta Ajalvir finalizan aquí           |      |                   |                                                              |                                   |                                                     |
| 09532                                                |      | Daganzo de Arriba | Carretera de Ajalvir - Polígono Industrial Gitesa            | M-113 km. 10,1                    | 251 252 254 256 FS2 N204                            |
| Los servicios desde Daganzo de Arriba comienzan aquí |      |                   |                                                              |                                   |                                                     |
| 07404                                                |      | Daganzo de Arriba | Daganzo de Arriba - Glorieta de Alcalá                       | M-113 km. 10,6                    | 251 252 254 256 FS2 N204                            |
| 12628                                                |      | Daganzo de Arriba | Calle del Niño - Plaza del Mesón de la Fuente                | Calle del Niño Nº1                | 251 252 256 N204                                    |
| 20261                                                |      | Daganzo de Arriba | Camino de Fresno de Torote - Calle de Oriente                | Camino de Fresno de Torote Nº6    | 251 252 256 N204                                    |
| 20365                                                |      | Daganzo de Arriba | Calle de José Luis Garci - Calle de Carmen Amaya             | Calle de José Luis Garci Nº6A     | 251 252 256 N204                                    |
| 20262                                                |      | Daganzo de Arriba | Avenida de la Circunvalación - Calle de Oriente              | Avenida de la Circunvalación S/Nº | 251 252 256 N204                                    |
| 17273                                                |      | Daganzo de Arriba | Avenida de la Circunvalación - Avenida de las Lomas          | Avenida de la Circunvalación Nº7  | 251 252 256 N204                                    |
| 17274                                                |      | Daganzo de Arriba | Calle Valdidueñas - Parque Lomas Altas                       | Calle Valdidueñas Nº40            | 251 252 256 N204                                    |
| 15550                                                |      | Daganzo de Arriba | Avenida del Conde de Coruña - Calle Valdidueñas              | Avenida del Conde de Coruña Nº89  | 251 252 256 N204                                    |
| 15551                                                |      | Daganzo de Arriba | Carretera de Cobeña - Calle de los Hermanos Álvarez Quintero | M-118 km. 4,4                     | 251 252 256 N204                                    |
| 16728                                                |      | Daganzo de Arriba | Carretera M-118 - Calle de Salvador Dalí                     | M-118 km. 3,8                     | 252 254 FS2                                         |
| 09531                                                |      | Daganzo de Arriba | Carretera M-118 - Polígono Industrial Los Frailes            | Calle de los Frailes Nº133B       | 252 254 FS2                                         |
| 10086                                                |      | Alcalá de Henares | Carretera M-118 - El Globo                                   | Carretera de Daganzo Nº47         | 252 254 FS2                                         |
| 18335                                                |      | Alcalá de Henares | Carretera M-100 - Polígono Industrial Camporroso             | Bulevar de Buenos Aires Nº2       | 252 254 FS2 9                                       |
| 06961                                                |      | Alcalá de Henares | Avenida de Daganzo - Glorieta del Chorrillo                  | Avenida de Daganzo S/Nº           | 227 251 252 254 255 FS2 7 9 11                      |
| 10066                                                |      | Alcalá de Henares | Calle Luis Astrana Marín - Parque O'Donnell                  | Calle Luis Astrana Marín Nº10     | 251 252 254 255 FS2 11                              |
| 19419                                                |      | Alcalá de Henares | Vía Complutense - Calle de la Ribera                         | Vía Complutense Nº46              | 223 231 232 251 252 254 255 FS2 N200 VAC-243        |
| 12785                                                |      | Alcalá de Henares | Vía Complutense - Calle Tuy                                  | Vía Complutense Nº78              | 223 231 232 251 252 254 255 824 FS2 N200 N202 11    |
| 12783                                                |      | Alcalá de Henares | Vía Complutense - Calle Barrio Ledesma                       | Vía Complutense Nº118             | 223231232251252254255824 FS2 N200N202 11            |

### Sentido Torrejón de Ardoz
El recorrido en sentido Torrejón de Ardoz es igual al de ida.
| Código                                                             | Zona | Localidad         | Denominación                                                 | Ubicación                         | Líneas de la parada                               |
| ------------------------------------------------------------------ | ---- | ----------------- | ------------------------------------------------------------ | --------------------------------- | ------------------------------------------------- |
| 12782                                                              |      | Alcalá de Henares | Vía Complutense - Calle Barrio Ledesma                       | Vía Complutense Nº111             | 223 231 232 251 252 254 255 824 FS2 N200 N202 11  |
| 12784                                                              |      | Alcalá de Henares | Vía Complutense - Calle Tuy                                  | Vía Complutense Nº103             | 223 231 232 251 252 254 255 824 FS2 N200 N202 11  |
| 19416                                                              |      | Alcalá de Henares | Vía Complutense - Calle de Brihuega                          | Vía Complutense Nº51              | 223 231 232 251 252 254 255 FS2 N200 N202         |
| 12655                                                              |      | Alcalá de Henares | Calle Luis Astrana Marín - Calle de Andrés Llorente          | Calle Luis Astrana Marín Nº11     | 251 252 254 255 FS2 11                            |
| Los servicios desde la Glorieta del Chorrillo comienzan aquí       |      |                   |                                                              |                                   |                                                   |
| 06960                                                              |      | Alcalá de Henares | Avenida de Daganzo - Glorieta del Chorrillo                  | Avenida de Daganzo Nº2A           | 06960 A 251 255 1A 7 06960 B 227 252 254 FS2 9 11 |
| 18334                                                              |      | Alcalá de Henares | Carretera M-100 - Polígono Industrial Camporroso             | Carretera de Daganzo Nº100        | 252 254 FS2                                       |
| 10080                                                              |      | Alcalá de Henares | Carretera M-118 - El Globo                                   | Carretera de Daganzo Nº47         | 252 254 FS2                                       |
| 09531                                                              |      | Daganzo de Arriba | Carretera M-118 - Polígono Industrial Los Frailes            | Calle de los Frailes Nº133B       | 252 254 FS2                                       |
| 16727                                                              |      | Daganzo de Arriba | Carretera M-118 - Calle de Salvador Dalí                     | M-118 km. 3,8                     | 252 254 FS2                                       |
| 12628                                                              |      | Daganzo de Arriba | Calle del Niño - Plaza del Mesón de la Fuente                | Calle del Niño Nº1                | 251 252 256 N204                                  |
| Los servicios hasta la Plaza del Mesón de la Fuente finalizan aquí |      |                   |                                                              |                                   |                                                   |
| 20261                                                              |      | Daganzo de Arriba | Camino de Fresno de Torote - Calle de Oriente                | Camino de Fresno de Torote Nº6    | 251 252 256 N204                                  |
| 20365                                                              |      | Daganzo de Arriba | Calle de José Luis Garci - Calle de Carmen Amaya             | Calle de José Luis Garci Nº6A     | 251 252 256 N204                                  |
| 20262                                                              |      | Daganzo de Arriba | Avenida de la Circunvalación - Calle de Oriente              | Avenida de la Circunvalación S/Nº | 251 252 256 N204                                  |
| 17273                                                              |      | Daganzo de Arriba | Avenida de la Circunvalación - Avenida de las Lomas          | Avenida de la Circunvalación Nº7  | 251 252 256 N204                                  |
| 17274                                                              |      | Daganzo de Arriba | Calle Valdidueñas - Parque Lomas Altas                       | Calle Valdidueñas Nº40            | 251 252 256 N204                                  |
| 15550                                                              |      | Daganzo de Arriba | Avenida del Conde de Coruña - Calle Valdidueñas              | Avenida del Conde de Coruña Nº89  | 251 252 256 N204                                  |
| 15551                                                              |      | Daganzo de Arriba | Carretera de Cobeña - Calle de los Hermanos Álvarez Quintero | M-118 km. 4,4                     | 251 252 256 N204                                  |
| 07403                                                              |      | Daganzo de Arriba | Daganzo de Arriba - Glorieta de Alcalá                       | M-113 km. 10,6                    | 251 252 254 256 FS2 N204                          |
| 09533                                                              |      | Daganzo de Arriba | Carretera de Ajalvir - Polígono Industrial Gitesa            | M-113 km. 10                      | 251 252 254 256 FS2 N204                          |
| Los servicios hasta el Polígono Industrial Gitesa finalizan aquí   |      |                   |                                                              |                                   |                                                   |
| 12104                                                              |      | Ajalvir           | Carretera de Daganzo - Ermita de San Roque                   | M-113 km. 9                       | 215 251 252 254 256 FS2 N204                      |
| 15657                                                              |      | Ajalvir           | Ajalvir - Carretera de Daganzo                               | M-113 Nº27                        | 215 251 252 254 256 FS2 N204                      |
| 09008                                                              |      | Ajalvir           | Carretera de Daganzo - Carretera de Cobeña                   | M-113 Nº1                         | 215 251 252 254 256 FS2 N204                      |
| 10098                                                              |      | Ajalvir           | Antigua M-114 - Polígono Industrial Los Olivos               | M-114 km. 0,8                     | 251 252                                           |
| 10253                                                              |      | Ajalvir           | Carretera M-114 - Polígono Industrial Juan y Antonio         | M-114 Nº300                       | 251 252                                           |
| 10254                                                              |      | Ajalvir           | Carretera M-108 - Polígono Industrial Los Madroños           | M-108 S/Nº                        | 215 251 252                                       |
| 10255                                                              |      | Ajalvir           | Carretera M-108 - Polígono Industrial Compisa                | M-108 S/Nº                        | 215 251 252                                       |
| 12100                                                              |      | Ajalvir           | Carretera M-108 - Testigos de Jehová                         | M-108 km. 4,8                     | 215 251 252                                       |
| 10256                                                              |      | Ajalvir           | Carretera M-108 - Polígono Industrial Conmar                 | M-108 km. 4,6                     | 215 251 252                                       |
| 15393                                                              |      | Torrejón de Ardoz | Carretera M-108 - Brigada Paracaidista                       | M-108 S/Nº                        | 215 251 252                                       |
| 10257                                                              |      | Torrejón de Ardoz | Carretera M-108 - Aeroespacial INTA                          | M-108 km. 2,9                     | 215 251 252                                       |
| 11182                                                              |      | Torrejón de Ardoz | C.C. Parque Corredor                                         | Carretera de Ajalvir S/Nº         | 215 251 252 4                                     |
| 06904                                                              |      | Torrejón de Ardoz | Avenida de las Fronteras - Calle de Madrid                   | Avenida de las Fronteras Nº17A    | 215 224A 251 252 824 VAC-2431A 4 5A               |
| 09393                                                              |      | Torrejón de Ardoz | Terminal Avenida de las Fronteras                            | Avenida de las Fronteras Nº2B     | 251 252 VAC-0224                                  |